# Dageš

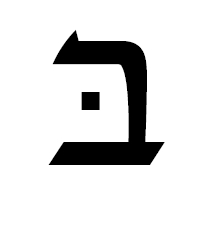
Umístění dageše uvnitř písmene bet

Dageš (hebrejsky דָּגֵשׁ‎ „zostřující“) je diakritické znaménko v podobě tečky uvnitř písmene, jež bylo zavedeno spolu s vokalizací hebrejštiny a které mění výslovnost souhlásek.
Dageš lene (slabé) označuje u skupiny písmen „begadkefat“: ת פ כ ד ג ב explozivní (závěrovou) výslovnost místo výslovnosti frikativní (třené). V moderní hebrejštině se týká jen písmen bet, kaf a pe, u kterých označuje čtení [b], [k] a [p] místo [v], [ch] a [f].
Dageš forte (silné) označuje geminaci (zdvojování), prodloužení či důraznou výslovnost souhlásky. V moderní hebrejštině se neuplatňuje.

## Dageš forte
Dageš forte („silné dageš“, hebrejsky דָּגֵשׁ חָזָק‎ dageš chazak nebo דָּגֵשׁ כָּבֵד‎ dageš kaved) se může vyskytovat v každém konsonantu kromě laryngál (ע ח ה א) a ר, a to pouze v tom případě, že mu předchází vokál (pokud mu předchází šva, jedná se o dageš lene) a že se nejedná o poslední konsonant ve slově. Dageš forte se dělí na tyto typy:
- Dageš forte necessarium („nezbytné silné dageš“), jež je nutné z gramatických důvodů a vzniká stažením dvou stejných konsonantů, pokud po prvním konsonantu nenásleduje znělý vokál. Toto dageš má gramatický význam, případně chrání výslovnost předchozího vokálu. Vyslovuje se nikoli jako zdvojení, nýbrž jako prodloužení konsonantu.
- Dageš forte euphonicum („libozvučné silné dageš“), jež slouží v správnému liturgickému přednesu svatých textů. Realizuje se v jednom z několika podtypů:
  - dageš forte coniunctivum se nachází v prvním konsonantu slova, pokud je tento konsonant přízvučný a pokud následuje těsně s předcházejícím slovem končícím na nepřízvučné a nebo e (נַעֲשֶׂה לָּנוּ‎ na'ase lanu „učiňme si“);
  - dageš forte dirimens slouží ke zdůraznění znělosti šva (např. עִנְּבֵי‎ inəve „hrozny“);
  - dageš forte affectuosum zesiluje dlouhý vokál, jenž se prodlužuje na základě větného přízvuku.

Konsonanty s dageš forte, po nichž následuje šva mohou dageš ztratit, a to zejména v případě konsonantů ק נ מ ל י ו.‎

## Dageš lene
Dageš lene („lehké dageš“, hebrejsky דָּגֵשׁ קַל‎ dageš kal) označuje explozivní výslovnost konsonantů ze skupiny „begadkefat“: (ת פ כ ד ג ב) v následujících případech:
- na začátku věty;
- na začátku slova, pokud předcházející slovo končí na konsonant bez vokálu;
- v posledním konsonantu (זָכַרְתְּ‎ zachart);
- vždy v prefixech בְּ־ a כְּ־.

## Typografie dageše
Ačkoli je uvedené rozlišování jednotlivých typů dageše relevantní z hlediska funkce i výslovnosti, v písmu se zpravidla nerozlišuje; rozpoznání správného typu (a tím i správné výslovnosti) pak často vyžaduje u čtenáře navzdory plně vokalizaci textu znalost příslušného slova a jeho výslovnosti, popřípadě příslušného gramatického jevu. Výjimkou jsou některá vydání modlitebních knih a jiných náboženských textů, kde může dageš forte a dageš lene být rozlišen např. tučnější sazbou nebo zvláštní značkou připojenou k písmenu. Ustálený typografický postup však pro takové případy neexistuje.
U textů vokalizovaných pouze částečně (ne zcela důsledně) se dageš forte často vypouští; někdy se vypouští i dageš lene u písmen ג, ד, ת, u nichž moderní hebrejština rozdíl mezi plozivní a frikativní výslovností stírá. Naopak se dageš lene většinou ponechává u písmen ב, כ, פ, kde se dvojí výslovnost stále rozlišuje.
Absence dageše u písmene může být označena nebo zvýrazněna značkou rafe (U+05BF).
Unicode má kromě kombinačního znaku pro dageš i kódy pro jednotlivá písmena s dagešem v oblasti U+FB30 až U+FB4A.

## Mapik a šuruk

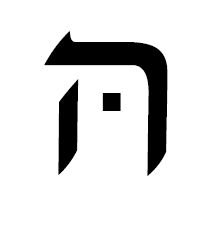
Mapik uvnitř písmene he

Mapik a šuruk jsou znaménka graficky identické s dagešem, ale mají jinou funkci a nemají ani přidělenu samostatnou pozici v Unicodu.
Některé gramatiky hovoří o dageš mapik, jiné jen o mapik „pocházejícím z dageš“. Vkládá se do písmene he ה, které se čte jako souhláska [h]. Užívá se v případech, kdy by písmeno bylo považováno za mater lectionis, kdy se souhláska nečte a slouží jen k naznačení samohlásky. Například he na konci slova zpravidla označuje samohlásku [a] (např. שרה Sára), ale s mapikem se čte [-h], např. אַרְצָהּ‎ arcah „její země“.

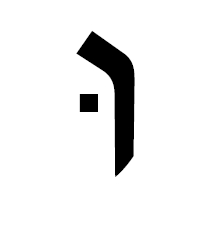
Šuruk uvnitř písmene vav

Graficky shodným znakem s dagešem je i šuruk. Písmeno vav s šurukem וּ se vyslovuje jako samohláska (v moderní hebrejštině jako [u], v některých aškenázských dialektech ale jako [ɪ]).